# Instituto Superior Tecnológico Guayaquil
El Instituto Superior Tecnológico Guayaquil es una institución educativa fundada en 1937 con el nombre de Colegio Nacional de Señoritas Guayaquil, por Ángel Andrés García, quien también fue su primer rector.

## Historia
El 1 de abril de 1937 la sección femenina del Colegio San Vicente (actual Vicente Rocafuerte) fue separada y trasladada a su local en las calles Gómez Rendón, entre Quito y José de Antepara.
Desde 1996 ofrecen carreras de educación superior de tercer nivel técnico-tecnológico con lo cual cambió su nombre a Instituto Superior Tecnológico Guayaquil.
En el año 2011 por primera vez en su historia el colegio aceptó el ingreso de alumnos varones.
En 2012 se construyó una réplica del colegio en el sector de la Isla Trinitaria llamado colegio fiscal réplica Guayaquil.
Al cumplir 79 años el colegio fue totalmente remodelado en el 2016 con un presupuesto de 6 millones de dólares y reinaugurada por el vicepresidente de la república.